# Lyponia
Lyponia is een geslacht van kevers uit de familie netschildkevers (Lycidae). De wetenschappelijke naam van het geslacht werd in 1878 gepubliceerd door Charles Owen Waterhouse.
Vertegenwoordigers van dit geslacht komen voor in het noorden van het Oriëntaals gebied en het oosten van het Palearctisch gebied, meer bepaald in Japan, China, Taiwan, het noorden van India, Thailand en Laos.